# アンドリュー・ボーエンス
アンドリュー・ボーエンス（Andrew Victor Boyens、1983年9月18日 - ）は、ニュージーランドの元サッカー選手。元ニュージーランド代表。ポジションはディフェンダー。

## 経歴
2007年にニュージーランド代表デビュー。2010 FIFAワールドカップ・オセアニア予選やFIFAコンフェデレーションズカップ2009にも出場した。2010 FIFAワールドカップではメンバーに選ばれたものの、出場機会は無かった。2011年までに試合に19出場した。

## 代表歴

### 出場大会
- ニュージーランド代表
  - 2010 FIFAワールドカップ

### 試合数
- 国際Aマッチ 19試合 0得点（2007年-2011年）[1]

| ニュージーランド代表 | 国際Aマッチ | 国際Aマッチ |
| 年                   | 出場        | 得点        |
| -------------------- | ----------- | ----------- |
| 2007                 | 4           | 0           |
| 2008                 | 1           | 0           |
| 2009                 | 8           | 0           |
| 2010                 | 3           | 0           |
| 2011                 | 3           | 0           |
| 通算                 | 19          | 0           |